# Giovanni Battista Belzoni

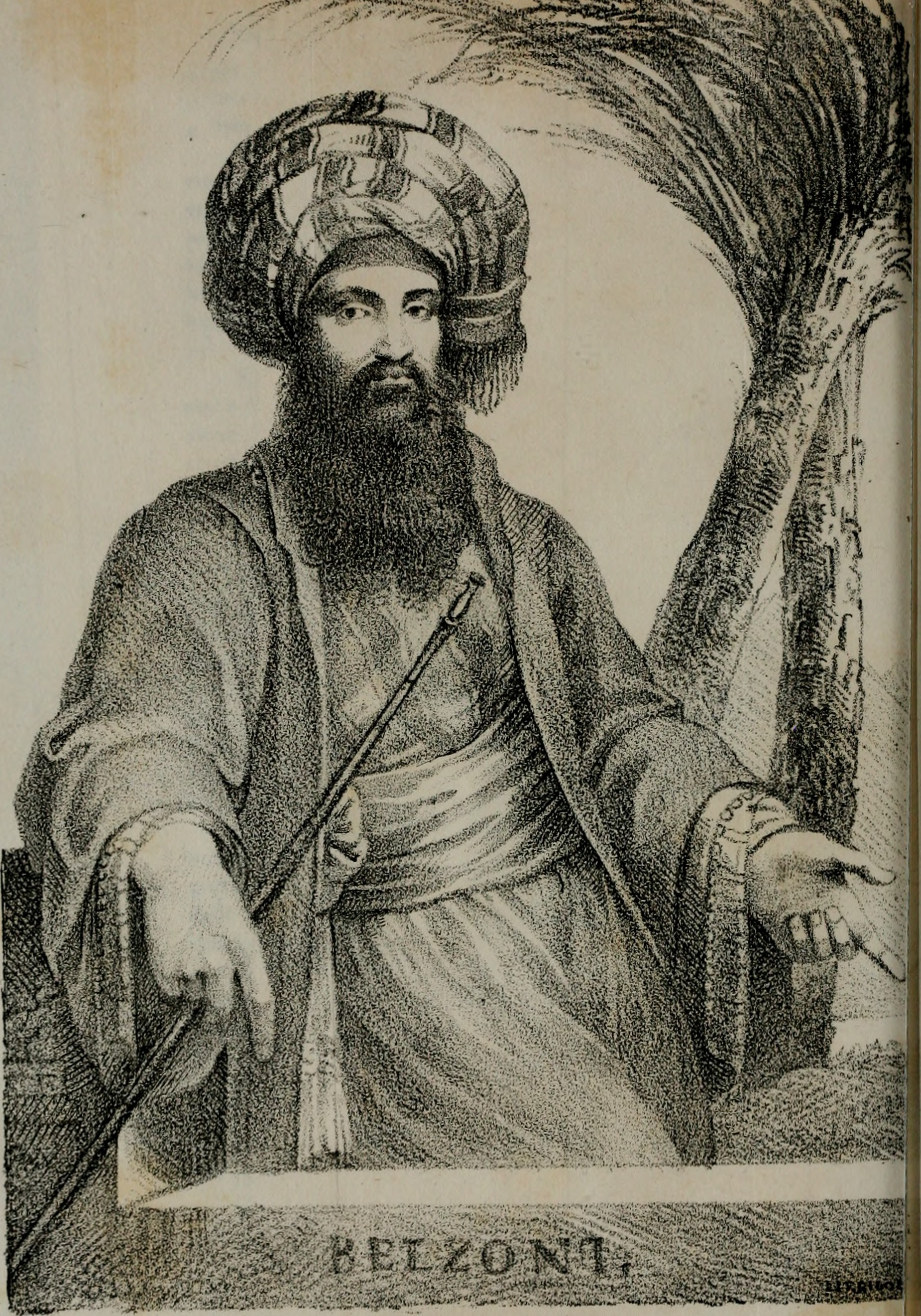
Giovanni Battista Belzoni, en una ilustración de 1821.

Giovanni Battista Belzoni (Padua, Italia, 1778-Gwato, Nigeria, 1823) fue un explorador, ingeniero y viajero italiano. De carácter aventurero, fue un ilustre y singular personaje pionero de la incipiente egiptología del siglo XIX.

## Biografía
Nació en Padua en 1778, uno de los catorce hijos de un barbero. La familia era de Roma y a los 16 años Belzoni se mudó allí, donde se interesó en la hidráulica y pensó en tomar los hábitos, pero la ocupación francesa de la ciudad en 1798 le obligó a marcharse, instalándose en los Países Bajos en 1800. En 1803 huyó a Inglaterra para evitar la cárcel por deudas, donde se casó con una inglesa, Sarah Bane o Banne. Para subsistir, realizó exhibiciones de fuerza y agilidad como forzudo, actuando en las calles de Londres, pequeñas ferias y en el anfiteatro Astley. Medía unos dos metros de altura, era de fuerte complexión y se dejó el cabello muy largo, presentándose como "el moderno Sansón". Siempre curioso, se interesó por la fantasmagoría y experimentó con la linterna mágica y los juegos de agua para acompañar sus exhibiciones.
En 1812 dejó Inglaterra y, después de una gira por España, Portugal y Sicilia, en Malta conoció a un emisario del gobernador de Egipto Muhammad Ali, que estaba desarrollando en el país un programa de recuperación agraria impulsando y modernizando los sistemas de riego. Así, llegó a Egipto en 1815. Había estudiado rudimentos de ingeniería e ideó una rueda hidráulica que, según sus cálculos, era cuatro veces más eficiente que las contemporáneas. Expuso el invento en Egipto, instalándolo en el palacio del pachá Mehmet Alí. La demostración fue un fracaso total.
En Egipto conoció al cónsul general británico, Henry Salt, y se aventuró a transportar un gran busto de piedra de Ramsés II, conocido como "El joven Memnón", desde el Ramesseum a Alejandría, para su embarque con destino a Londres, donde aún se exhibe en el Museo Británico. Observando el lucrativo negocio que suponía la obtención de antigüedades, desatado en el país a partir de la expedición napoleónica, decidió dedicarse a ello. Era una actividad sin escrúpulos, imperando en la época la ley del más fuerte.
Belzoni visitó y exploró los templos de Edfu, Elefantina y File; despejó de arena el gran templo de Abu Simbel (1817); y descubrió y documentó numerosas tumbas en el Valle de los Reyes, como las de Ay, Ramsés I y sobre todo la de Seti I, aún llamada por los anglosajones "tumba de Belzoni". Aunque fuera más bien un buscador de tesoros, su actividad siempre fue respetuosa: nunca empleó pólvora para despejar o abrir pasajes, como sí hicieron contemporáneos menos escrupulosos, como el propio Champollion.
Fue el primero en entrar en la pirámide de Jafra, pero solo encontró unos huesos de vaca, restos de comida de los saqueadores y una inscripción en árabe: «El maestro Mohammed Ahmed, lapicida, lo abrió; y el maestro Othman estuvo presente en la apertura y el rey Alij Mohammed estuvo presente desde el principio y cuando se volvió a cerrar». Belzoni dejó escrito, con grandes letras: «Scoperta da G. Belzoni 2 mar. 1818».
Belzoni regresó a Inglaterra en 1819, publicando al año siguiente un libro de viajes relatando sus aventuras en Egipto, titulado Narrative of the Operations and Recent Discoveries within the Pyramids, Temples, Tombs and Excavations in Egypt and Nubia, &c. Belzoni exhibió también durante 1820 y 1821 copias facsímiles de los relieves policromados de la tumba de Seti I. La exposición se celebró con gran éxito en el Egyptian Hall, en Piccadilly, Londres. En 1822 la muestra se trasladó a París.
En 1823 Belzoni decidió realizar una expedición a Tombuctú. Al no obtener permiso de Marruecos, desembarcó en África occidental para iniciar el viaje desde allí, pero murió de disentería en la aldea de Gwato en Nigeria, el 3 de diciembre de 1823. En 1825 su viuda exhibió en París y Londres sus dibujos y maquetas de las tumbas reales de Tebas; y en 1829 publicó los dibujos.